# Narycia platyzona
Narycia platyzona är en fjärilsart som beskrevs av Edward Meyrick 1905. Narycia platyzona ingår i släktet Narycia och familjen säckspinnare. Inga underarter finns listade i Catalogue of Life.